# Rodrigo Roncero
Rodrigo Roncero (* 16. Februar 1977 in Buenos Aires) ist ein nicht mehr aktiver argentinischer Rugby-Union-Spieler. Er spielte als Pfeiler für Stade Français und die argentinische Nationalmannschaft. 
Roncero gab 1999 sein Debüt für die Nationalmannschaft gegen Japan. Zu dieser Zeit spielte er in Argentinien für den Club Deportiva Francesa. 2002 entschied er sich für eine Profikarriere und wechselte zum englischen Verein Gloucester RFC. Seitdem gehört er regelmäßig zum Kader Argentiniens und wurde so auch für die Weltmeisterschaft 2003 nominiert, wo er in zwei Spielen zum Einsatz kam. Im Anschluss wechselte er nach Frankreich zu Stade Français. 
Bei der Weltmeisterschaft 2007 war Roncero in allen Partien Argentiniens im Einsatz und trug dazu bei, dass das Team überraschend den dritten Platz erreichte. Er gilt seit diesem Turnier als einer der besten Spieler der Welt auf seiner Position.